# Johann Christian Dieterich
Johann Christian Dieterich (* 25. Mai 1722 in Stendal; † 18. Juni 1800 in Göttingen) war ein deutscher Buchhändler und Verleger, Begründer der Dieterich’schen Verlagsbuchhandlung, und Freund von Georg Christoph Lichtenberg.

## Leben
Dieterich war der Sohn eines Goldschmiedes aus Stendal.
Dieterich begann seine Kaufmannstätigkeit als Inhaber eines Seidenwarengeschäfts in Berlin, später in Gotha. 1749 heiratete er dort die Tochter des Buchhändlers Mevius und übernahm die Mevius'sche Buchhandlung. 1760 gründete er eine weitere Buchhandlung in Göttingen, wo er 1765 Universitätsbuchhändler wurde und 1770 der Buchhandlung eine Druckerei angliederte. 1776 übersiedelte er ganz nach Göttingen.
Dieterich wurde bekannt als enger Freund von Georg Christoph Lichtenberg. Lichtenberg wohnte und arbeitete von 1776 bis zu seinem Tod 1799 in einem Haus mit Dieterich und dessen Familie, in enger Nachbarschaft mit anderen vornehmen Studenten und deren Bedienten. Auch Vorlesungen wurden im Haus gehalten.
Die enge Freundschaft zwischen Lichtenberg und Dieterich wird aus dem umfangreichen erhaltenen Briefwechsel deutlich. Während Lichtenbergs längeren Reisen schrieb er regelmäßig Briefe an Dieterich und dessen Frau. Die geistreichen, oft (selbst-)ironischen Briefe sind auch heute noch höchst amüsant zu lesen.

## Verlegte Werke (Auswahl)
- Almanach de Gotha. Gotha 1764[1] oder Gothaischer genealogischer Kalender, Gotha 1765[2], ab 1775 bei Justus Perthes in Gotha
- Göttinger Taschen-Calender. 1776–1800.[3], in dem unter anderem zwischen 1784 und 1796 Lichtenbergs Kommentare zu Werken William Hogarths erschienen. 1794 bis 1799 gab Dieterich eine erweiterte Fassung heraus: Ausfuhrliche Erklarung der Hogarthischen Kupferstiche, mit verkleinerten aber vollstandigen Copien derselben von E. Riepenhausen
- Göttinger Musenalmanach. 1770–1803.